# Middle Village (Queens)
Middle Village è un quartiere del Queens, uno dei cinque distretti di New York. I confini del quartiere sono Elmhurst a nord, Maspeth e Ridgewood a ovest, Glendale a sud e Rego Park a est.
Middle Village è parte del Queens Community District 5 e il suo ZIP code è 11379.

## Demografia
Secondo i dati del censimento del 2010 la popolazione di Middle Village era di 37 929 abitanti, in aumento dello 0,8% rispetto ai 37 629 del 2000. La composizione etnica del quartiere era: 74,0% (28 071) bianchi americani, 8,1% (3 059) asioamericani, 0,9% (354) afroamericani, 0,1% (31) nativi americani, 0,0% (7) nativi delle isole del Pacifico, 0,1% (89) altre etnie e 0,8% (314) multietinici. Gli ispanici e latinos di qualsiasi etnia erano il 15,8% (6 004).

## Trasporti
Il quartiere è servito dalla metropolitana di New York attraverso la stazione Metropolitan Avenue della linea BMT Myrtle Avenue, dove fermano i treni della linea M.